# Bảo tàng Dược phẩm của Đại học Y khoa Jagiellonia

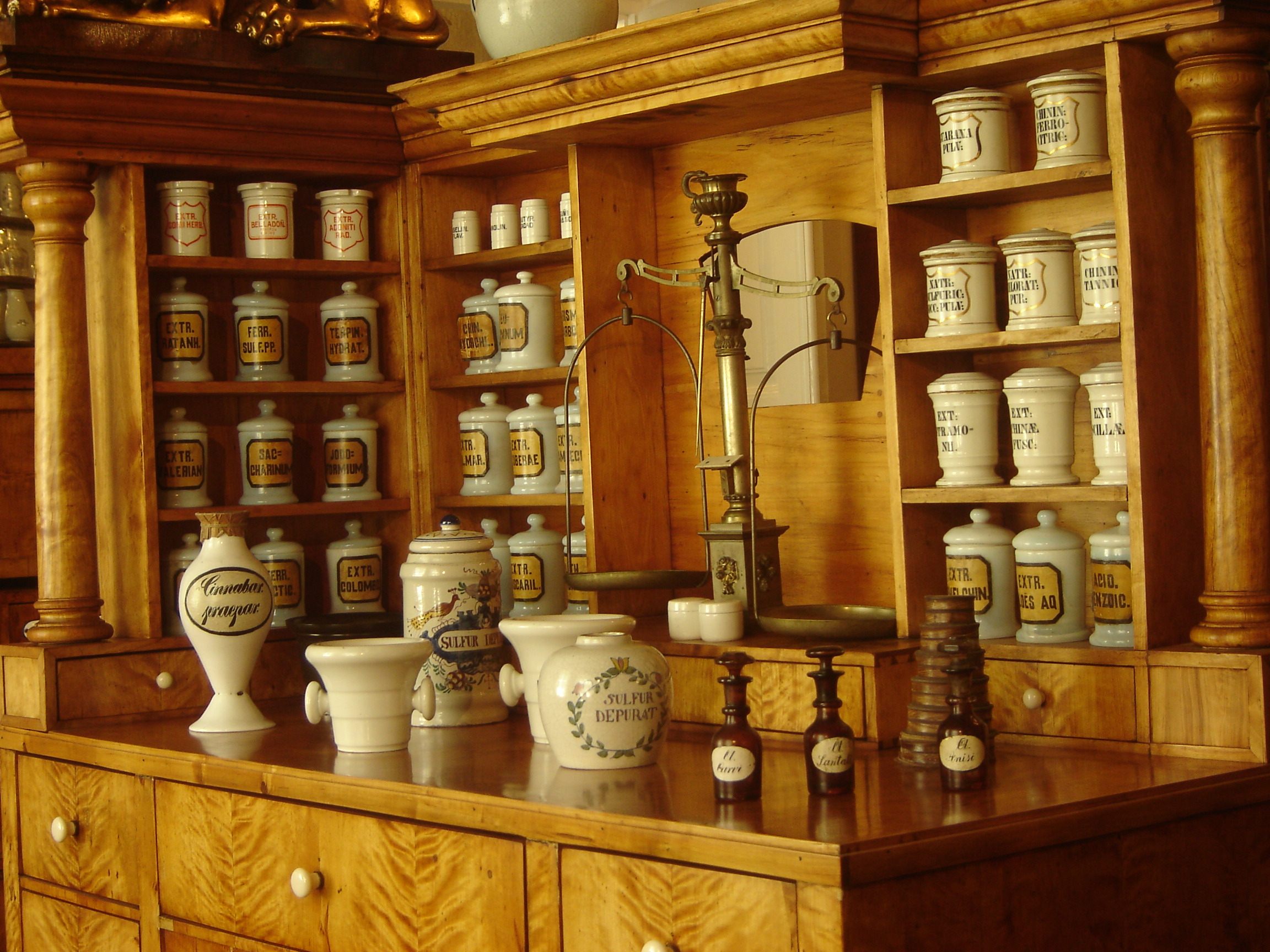

Muzeum Farmacji Collegium Medicum Uniwersytetu Jagiellońskiego (Bảo tàng Dược, Đại học Y khoa Jagiellonia) là một bảo tàng nằm trên phố Floriańska, Kraków, Ba Lan, chuyên về lịch sử dược phẩm và công nghệ dược phẩm. Nó được thành lập vào năm 1946.
Người sáng lập và giám đốc đầu tiên của bảo tàng là Tiến sĩ Stanislaw Pron, cố vấn pháp lý và giám đốc hành chính của Phòng Dược sĩ Khu vực tại Kraków. Cho đến cuối những năm 1980, bảo tàng được đặt trong tòa nhà tại địa chỉ 3 il. Basztowa. Sau đó nó đã được chuyển đến tòa nhà mới được cải tạo tại ul. St. Florian's, nơi vẫn còn đến ngày nay.
Bảo tàng chiếm tất cả năm tầng của tòa nhà, bao gồm tầng hầm và tầng áp mái, theo cách phù hợp với việc sử dụng lịch sử của các cơ sở đó là một nhà máy bào chế thuốc. Trên tầng đầu tiên là một căn phòng dành riêng cho Ignacy ukasiewicz, một dược sĩ, người tiên phong trong lĩnh vực dầu thô và là người phát minh ra đèn dầu hỏa hiện đại. Căn phòng trên tầng hai của triển lãm được dành cho Tadeusz Pankiewicz, một người Công giáo La Mã, người điều hành hiệu thuốc "Under the Eagle" ở Kraków Ghetto trong thời Đức Quốc xã chiếm đóng Ba Lan. Trong số các triển lãm khác nhau của công nghệ dược phẩm, các loại thuốc có trọng lượng dưới một gram được cấp bằng sáng chế bởi Marian Zahradnik, hình dạng cho thấy tầm quan trọng của chúng. Trọng lượng như vậy đã được thông qua tại các quốc gia của Đế quốc Áo-Hung và sau đó trên khắp châu Âu, và vẫn được sử dụng với những sửa đổi nhỏ. Một phát minh thú vị khác là một thiết bị điện để khử trùng đơn thuốc. Đó là để bảo vệ dược sĩ khỏi bị nhiễm trùng bởi vi trùng được vận chuyển theo toa.